# Miguel Otero Silva

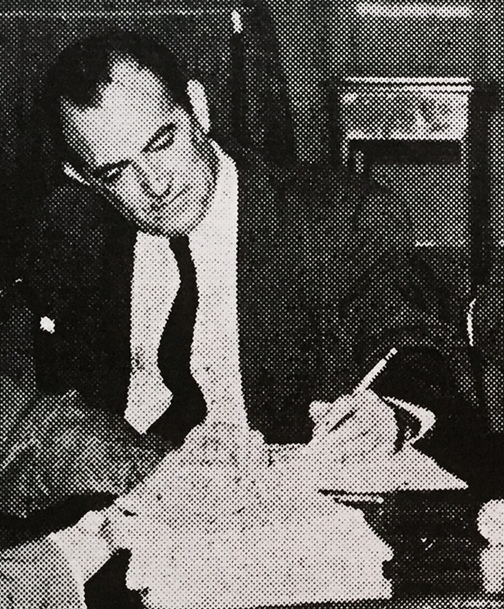
Miguel Otero Silva um 1952

Miguel Otero Silva (* 26. Oktober 1908 in Barcelona (Venezuela); † 28. August 1985 in Caracas) war ein venezolanischer Schriftsteller, Lyriker, Journalist, Humorist, Bau-Ingenieur und Politiker.

## Leben und Wirken
Nach dem Besuch eines Gymnasiums in Caracas studierte Otero dort an der Universidad Central de Venezuela Bauingenieurwesen. Bereits während des Studiums in Caracas versuchte er sich nebenher journalistisch in Zeitschriften seiner Universität. Schon als Student revoltierte Otero 1928 gegen die Regierung Gómez, scheiterte und floh in sein erstes Exil auf Curaçao. Oteros Beteiligung an der zweiten Attacke gegen die Regierung auf dem Festland – diesmal eine Invasion im Juni 1929 via Bundesstaat Falcón – wurde ebenfalls ein Fehlschlag.
Zu Beginn der 1930er Jahre arbeitete Otero an seinem Romanerstling Fieber und suchte als Marxist Kontakt zum Komintern. Gegen Ende 1935 starb Gómez. Dessen Nachfolger Eleazar López Contreras strebte die Demokratisierung Venezuelas an. Otero konnte in die Heimat zurückkehren und durfte publizieren. Allerdings war es bereits 1937 für den Kommunisten Otero aus mit der Freiheit. Als nächste Exile folgten notgedrungen Mexiko, die USA und Kolumbien. 1940 durfte Otero wiederum heimkehren und arbeitete in Caracas als Journalist. 1943 gründete sein Vater Henrique Otero Vizcarrondo die linksliberale El Nacional. Miguel Otero arbeitete an der Tageszeitung mit, studierte an seiner alten Universität – siehe oben – Journalismus und heiratete 1946 die Journalistin María Teresa Castillo. Das Paar bekam zwei Kinder – Henrique und Mariana. 1951 verließ Miguel Otero die Partido Comunista de Venezuela der zu strengen Parteidisziplin wegen und studierte im Bundesstaat Guárico ein Jahr lang das Leben in Ortiz. Frucht dieses Aufenthalts wurde das 1956 prämierte Werk Casas muertas (Tote Häuser).
Miguel Otero oben genanntes Blatt El Nacional wurde unter Jiménez zweimal verboten. Gegen Ende der Herrschaft des Diktators – um 1957 – wurde der Zeitungsbesitzer Miguel Otero inhaftiert.
Zu Beginn der 1960er Jahre – also nach dem Sturz der Diktatur – wurde Miguel Otero als Repräsentant des Bundesstaates Aragua in den Senat von Venezuela, die Oberste Legislative des Landes, gewählt und mit dem Nationalpreis für Journalismus geehrt.
Dem venezolanischen Präsidenten Rómulo Betancourt wurden Miguel Oteros Ideen allmählich gar zu kommunistisch. Otero zog sich deshalb aus der Regierungsarbeit sowie aus der journalistischen Tagesarbeit zurück und widmete sich in den 1960er Jahren schriftstellerischen Projekten.
Kurz nach der Publikation von La Piedra que era Cristo starb Otero.

## Werke (Auswahl)
Prosa
- Fiebre (Roman, 1939), Fieber. Roman der venezolanischen Revolution, dt. Lene Klein (1960)
- Casas muertas (Roman, 1955), Tote Häuser
- Oficina n.º 1 (1961), Betrieb Nr. 1
- La muerte de Honorio (Roman, 1963), Der Tod des Honorio, dt. Christel Dobenecker (1976)
- Cuando quiero llorar no lloro (Roman, 1970), Ich weine nicht, dt. Roland Erb (1975)
- Lope de Aguirre, príncipe de la libertad (Roman, 1979), Lope de Aguirre, Fürst der Freiheit, dt. Wilhelm Plackmeyer (1981)
- La piedra que era Cristo (1985)

Lyrik
- Agua y cauce: poemas revolucionarios (1937), Wasser und Flussbett
- 25 poemas (1942)
- Elegía coral a Andrés Eloy Blanco (1959)
- La Mar que es el Morir (1965)
- Las Celestiales (1965)
- Umbral (1966)

## Ehrungen
- Nationalpreis für Literatur (Venezuela) 1956 für den Roman Casas Muertas
- Nationalpreis für Journalismus (Venezuela)
- Mitglied der Venezolanischen Akademie für Sprache (1967)
- Internationaler Lenin-Friedenspreis (1979)